# Municipalidad de Limón
La Municipalidad de Limón, es el Gobierno Municipal del cantón de Limón, ubicado en la provincia de Limón; al cual administra de forma autónoma al Gobierno Central de Costa Rica.
La Municipalidad limonense está conformada por el Concejo Municipal, en el cual se consolida el poder legislativo local; y la Alcaldía, que ejerce el poder ejecutivo municipal.

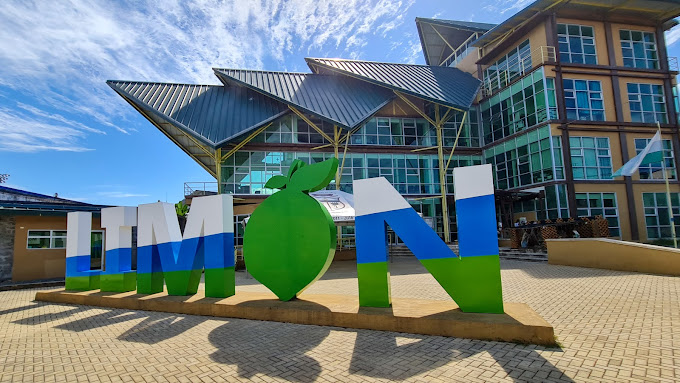
Palacio Municipal de Limón

La sede del gobierno local limonense se encuentra en el Palacio Municipal de Limón, ubicado en el centro de la ciudad. Actualmente su alcalde es Ana Matarrita Mc Calla.

## Historia
La Municipalidad de Limón fue fundada en 1915, en el contexto de la construcción del ferrocarril al Atlántico que conectó San José con Puerto Limón.
Fue la primera municipalidad de la provincia de Limón, que en ese entonces abarcaba todo el territorio caribeño de Costa Rica. Con el paso de los años se fueron creando otras municipalidades en la zona, reduciendo la jurisdicción de Limón únicamente a su cantón homónimo.
Al igual que las demás municipalidades del país, la de Limón se rige por el Código Municipal de 1998.
La Municipalidad de Limón es responsable de una amplia gama de servicios públicos, incluyendo:
- Limpieza y recolección de basura
- Alumbrado público
- Construcción y mantenimiento de calles y carreteras
- Parques y jardines
- Agua potable
- Alcantarillado
- Recolección de aguas residuales
- Seguridad ciudadana

Limón es una ciudad multiétnica y pluricultural, donde confluyen poblaciones afrodescendientes, chinos, indígenas, entre otros grupos. Su municipalidad juega un rol importante en la promoción de la diversidad cultural de la zona.
Entre los principales desafíos que enfrenta están la rehabilitación de barrios vulnerables, la mitigación de inundaciones, la mejora en la recolección de desechos sólidos, y el fortalecimiento de la seguridad ciudadana.

## Administración
La Municipalidad de Limón está administrada por dos órganos principales, el Concejo Municipal; como poder legislativo; y la Alcaldía; como poder ejecutivo. Sus funciones tienen total autonomía con respecto al Gobierno Central de Costa Rica.
Alcaldía
La alcaldesa es la máxima autoridad ejecutiva. Es electo popularmente por un período de 4 años. Entre sus funciones están:
- Administrar y representar legalmente a la municipalidad
- Velar por el cumplimiento de los acuerdos del Concejo Municipal
- Rendir cuentas sobre su gestión, entre otras.

El actual alcalde es Ana Matarrita Mc Calla 
Concejo Municipal

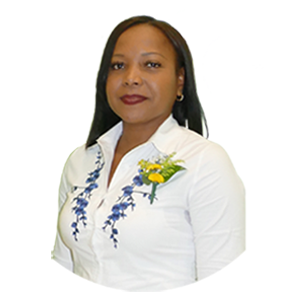
Lissa Ivannia Freckleton Owens, Presidenta Municipal

Es el órgano deliberativo y normativo. Lo conforman 8 regidores propietarios, con derecho a voz y voto y 8 suplentes, 4 síndicos propietarios y el alcalde; estos con derecho a voz pero sin voto. Todos electos popularmente por un período de 4 años. 
El Concejo aprueba reglamentos, acuerdos, presupuestos, planes de desarrollo, y supervisa la labor del alcalde. Su presidente actual es Juan Pablo Poveda.